# Limenitis archippus
Limenitis archippus  (лат.) — вид бабочек из семейства нимфалид (Nymphalidae) и из подсемейства ленточников и пеструшек (Limenitidinae). Ареал простирается от центральной Канады через восточную часть США, в Каскад гор и на севере Мексики.

## Описание

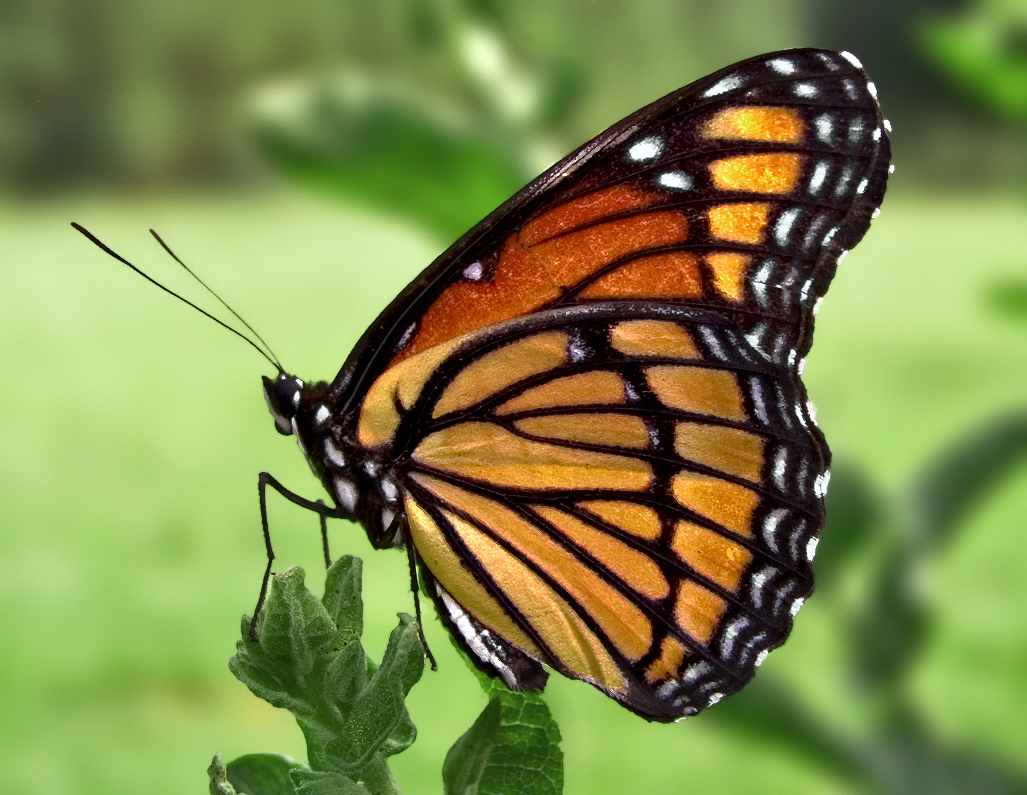

Бабочка Limenitis archippus очень схожа с данаидой-монарх (Danaus plexippus) используя мимикрию Мюллера Несмотря на сходство, эти два вида относятся к разным подсемействам, Danainae и Nymphalinae. Визуальные различия между видами в том, что Limenitis archippus меньше и у него отсутствуют рыжие пятна на краях верхних крыльев, но имеются параллельные к телу полосы белых пятен, по одной на каждом крыле. Размах крыльев: от 53 до 81 мм. Бабочки активны утром и в первой половине дня

## Размножение
Самка откладывает яйца по одному на кончик листа. 
Гусеницы питаются листьями ивы (Salix) и тополя (Populus). Вместе с потребляемой пищей гусеницы получают салициловую кислоту, что обуславливает их несъедобность для потенциальных хищников. Также для защиты гусеница использует мимикрию, они похожи на птичий помёт. За год обычно развивается 3 поколения,  а в жаркие годы на юге ареала может развиваться и четвёртое.
Бабочек можно встретить питающимися на различных цветках, таких как астры (Aster), канадский чертополох (Cirsium arvense), картофель (Solanum tuberosum) и золотарник (Solidago).

## Кормовые растения гусениц

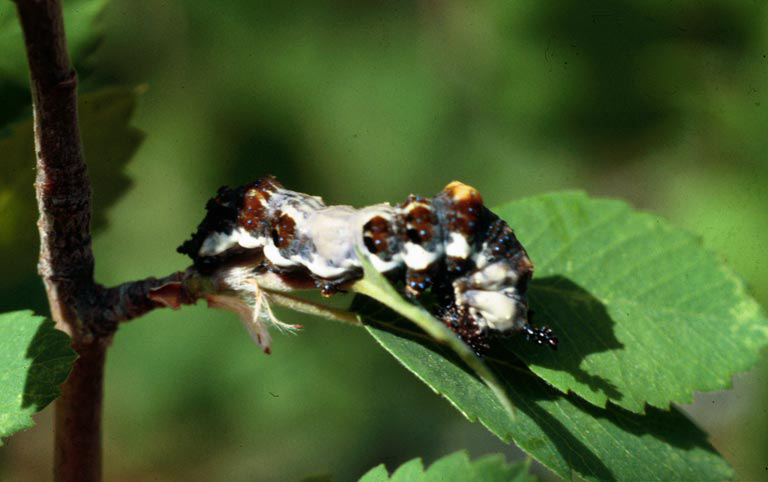
Гусеница

Гусеницы  питаются многими видами из семейств: ивовых (Salicaceae) розовых (Rosaceae) и берёзовых (Betulaceae):
- Salicaceae: ива кайотова (Salix exigua), Salix sericea, ива чёрная (Salix nigra), Salix interior, ива-шелюга красная (Salix discolor), ива каролинская (Salix caroliniana), Populus gileadensis, Populus fremontii, тополь разнолистный (Populus heterophylla), тополь волосистоплодный (Populus trichocarpa), тополь крупнозубчатый (Populus grandidentata), осинообразный тополь (Populus tremuloides), тополь белый, или серебристый (Populus alba), тополь дельтовидный (Populus deltoides), тополь бальзамический (Populus balsamifera), тополь чёрный, или осокорь (Populus nigra);
- Rosaceae: слива домашняя (Prunus domestica), черемуха поздняя, или американская вишня (Prunus serotina), Malus pumila, груша обыкновенная (Pyrus communis), боярышник (Crataegus), ирга (Amelanchier), Chrysobalanus oblongifolius;
- Betulaceae: береза бумажная (Betula papyrifera).